# 大石友好
大石 友好（おおいし ともよし、1954年1月15日 - ）は、徳島県海部郡宍喰町（現：海陽町）出身の元プロ野球選手（捕手）・コーチ。

## 経歴

### プロ入りまで
海南高校では尾崎健夫とバッテリーを組み、2年次の1971年に春季徳島大会で優勝するが、代表決定戦で徳島商（選抜代表校）に敗れて四国大会には進めなかった。同年夏も県予選準々決勝で池田高に敗れ、甲子園には出場できなかった。他の高校同期に北川裕司、後にセ・リーグ審判となる谷博、同志社大学から日本生命に進んだ花野巧がいた。高校卒業後の1973年、当初志望していた関西大学が学生運動の影響で野球部員としての募集を行っておらず、日本生命からのオファーもあったものの大学進学を希望したため先輩のつてを頼って北川と共に神奈川大学へ進学。神奈川五大学リーグでは在学中5度の優勝を経験し、ベストナイン1回受賞。
大学卒業後は1977年に河合楽器へ入社。1979年の都市対抗では大昭和製紙に補強され、後にプロで同僚となるエース杉本正らを擁し準々決勝に進むが、日産自動車に惜敗。しかしこの試合では名取和彦から本塁打を放っている。

### 現役時代
1979年のドラフト3位で西武ライオンズに入団。
1980年から早くも首脳陣に期待され、徹底的に鍛えられた。4月5日の日本ハムとの開幕戦（後楽園）で、新人ながらいきなり8番・捕手で先発起用され、プロ入り初出場を果たした。この開幕戦では、開幕投手の東尾修が好投するも打撃の援護がないまま延長10回裏に1-2のサヨナラ負けを喫したが、大石が試合終了までマスクをかぶり続けた。同10日の南海戦（西武）で、山内新一から二塁打を放ちプロ入り初安打を記録。その後は田淵幸一が指名打者に回ったこともあって吉本博・野村克也とレギュラーを争うが、そんな中で東尾が先発する試合だけは大石が先発捕手で起用され、東尾が先発登板した33試合中28試合で大石が先発マスクを被った。その結果、先発捕手が大石であった試合の東尾は、16勝9敗という好成績を収めている。7月以降のシーズン後半は、松沼博久・雅之兄弟や森繁和ら若手投手陣が先発時に大石が先発で起用される回数が増え、最終的にプロ1年目から捕手として75試合に出場し経験を積むことができた。野村とは試合終了後によく一緒に風呂に入り、自分の方から野球談義をしかけることはなかったが、野村から「あそこで、なぜカーブのサインを出した?」と水を向けると、必ず乗った。野村は評論家時代に「人の話を聞く耳はもっているし、それに、打たれると、くやしがるのもいい。」と、大石の真摯な姿勢を評価している。
1981年には正捕手の座を獲得。4月4日の対ロッテ戦で5回表に村田兆治からプロ入り本塁打を記録。
1982年はリーグ優勝・日本一に貢献するが、シーズン後半には同年南海より移籍してきたベテランの黒田正宏が台頭。同年の中日との日本シリーズは主として黒田が先発出場したため、大石は後半2試合の先発にとどまり、出場機会は少なかった。
1983年は黒田・伊東勤と併用される形となり、2年連続リーグ優勝・日本一を果たすが、巨人との日本シリーズでは第1戦から第5戦までは途中出場で第3戦では1点リードの9回裏2死から東尾が3連打を浴びて追いつかれ、森が中畑清にサヨナラ打、第5戦でも森がヘクター・クルーズにサヨナラ3ランを浴びたがいずれのシーンもマスクをかぶっていたのは大石だった。監督の広岡達朗はコーチの森昌彦の助言を受け第4戦以降、巨人のベンチに癖を読まれていた黒田と大石に代えて伊東をスタメン捕手に起用し、日本一となった第7戦はフル出場し、第6戦と第7戦は出場なし、東尾は第7戦で3–2と逆転した後、広岡に捕手を伊東から大石に代えてもらうようお願いして却下された。
1984年は前年の日本シリーズでの失敗もあり、13試合の出場に終わり、伊東が定位置を獲得。「僕はほとんど2軍にいました。伊東の時代が来ましたね」、「悪い印象を与えたんじゃないでしょうか。大事なところで使えなかったというのは首脳陣にも残ると思いますからね」と述べている。
1985年キャンプイン直前に田尾安志との交換トレードで杉本正と共に中日ドラゴンズへ移籍。
中日移籍後は中尾孝義・中村武志の控えとして活躍。
1987年8月9日の巨人戦（ナゴヤ）では高卒新人近藤真一の一軍初登板ノーヒットノーランをサポート。
1988年には勝ち試合でリリーフエースの郭源治とバッテリーを組む「リリーフキャッチャー」としてリーグ優勝に貢献し、同年の古巣・西武との日本シリーズでも小野和幸が先発した第1戦と第5戦の2試合に先発マスクを被るがいずれも敗戦。打撃の方でも3打数0安打で終わり、1勝4敗で敗退。
1991年限りで現役を引退。

### 引退後
引退後は中日に残って一軍バッテリーコーチ補佐（1992年）に就任したが、「初めてのコーチだし、最初は何をしていいのかもわからなかった。1軍は技術を教えるんじゃなくて、いいコンディションでいくかが大事。そういうのもわかっていなかった。最初が1軍というのはきつかったですね」と述べ、12年ぶりの最下位に終わった。
1993年から1994年まで二軍バッテリーコーチを務めて、1994年は肩書きは前年と同じながら、米国でコーチ業を学んだ。「野口茂樹と佐々木健一を連れて、アリゾナのロッキーズのキャンプに参加して、1Aのカリフォルニアリーグに行きました。自炊しなければいけなかったし、大変だったけど、アメリカのシステムというのがわかったし、楽しかったですよ」
と述べている。1995年からは1軍バッテリーコーチに決まっていたが11月の秋季キャンプも参加していたが、西武の監督に就任した東尾は大石に「中日をやめて、西武に帰って来い』って。」と言い、大石が『もう来年が決まっているからいけないです』と言ったら、『まだ契約はしていないんだろ』ってね」と言われ、12月に球団同士の話し合いで西武のコーチに就任した。
1995年は一軍バッテリーコーチ。
1996年は一軍総合コーチを務めたが、62勝64敗4分に終わり球団としては1980年以来16年ぶりの負け越しに終わった。伊東勤は前年オールスター、ゴールデングラブ賞に選ばれるなどその年それまで成績も良かったがドラフト1位のルーキー高木大成が使われ、伊東がベンチという事が納得出来なかったので大石に話を聞きに行ったら大石は「俺が決めてるんじゃないんだよ。全部監督が決めているんだよ。」という答えで伊東は正直怒りを覚え、「選手を使うも使わないのも監督が決める事です。でも私に限らず長年のレギュラー外す時はせめて担当コーチからどういう意図があってのことか説明は必要だと思います。ベテランに対する配慮というのは怠ってはいけない。」と述べている。
1997年に再び一軍バッテリーコーチを務めていたが、同年オフにプロ野球脱税事件に関与していた事が発覚し解任された。
1998年には浪人生活を1年間した。
1999年には一軍バッテリーコーチとして現場復帰。
2000年は二軍監督兼バッテリーコーチを務めた。
2001年には再び一軍バッテリーコーチを務めた。東尾辞任に伴い同年西武を退団。和田一浩を捕手として育てられなかった。
2002年に監督の王貞治の要請でダイエー→ソフトバンク一軍バッテリーコーチを2008年まで務めた。しかし、2005年オフに城島健司が抜けた以降3年間正捕手を固定できなかったり、盗塁阻止率もリーグ最低記録を残すなど指導力を問われかねない事態に陥った。12年ぶりの最下位となった2008年限りで解任となった。
2009年は8年ぶりに西武に復帰、一軍チーフコーチに就任。西武は前年オフ、チーム方針と合わなかった黒江透修ヘッドコーチが辞任し、ヘッドコーチのポストを置かず、若手の多い野手陣をまとめる野手チーフコーチの人選を進め、そのポストには大久保博元打撃コーチが兼任する構想もあったが、不祥事が発覚しフロント入りした。しかし前年のリーグ優勝・日本一から一転して4位に低迷。
2010年は一軍バッテリーチーフコーチを務めたが解雇された。
2011年からは「大石知宜」名義でJ SPORTS解説者を務め、5月4日の西武-ロッテ戦（西武D）でデビュー。2012年からは、中日時代の恩師である星野仙一が監督、西武時代の同僚である田淵幸一がヘッドコーチの縁で東北楽天ゴールデンイーグルス二軍バッテリーコーチに就任。
2016年からは二軍ヘッドコーチを勤めていた。
2018年10月5日に来季の契約をしないことを通知された。大石解任後、二軍ヘッドコーチというコーチ職は廃止された。
2019年より、元広島の高橋慶彦と共に城西大学附属城西高等学校の特別コーチに就任。
また、2011年に発生した東日本大震災で、当時、楽天がヤクルトと戸田で試合を行っていた為、寮に帰ることができなかった。その際に近くにある戸田リトルシニアのグランドを貸してもらったのをきっかけに、同チームの八木橋治郎監督と出会った。2019年より、同チームのアシスタントコーチを務める。

## 選手としての特徴・人物
巧みなリードと強肩が魅力の捕手。
先天性の不整脈の病気（ウォルフ・パーキンソン・ホワイト症候群）を持って生まれ、プレーへの影響を嫌ったことから引退するまで手術をせず、周囲に隠していた。大石は「急に（心拍数が）早くなるんですよ、パーッと。高校の時は病院の先生に『野球はやめた方がいいよ』って言われた。親も『やめろ』って。でも、中学の時に野球をやっていたヤツらがみんな（海南）野球部に入ろうとしていたし、そう言われても僕は続けたんです」「下を向いて、息を止めたら治るとか、元に戻すことができたんです。隠しながらやりました。（症状が）いつ出るかはわからないんですけどね。40歳の時に手術して治りましたよ。現役をやめてからです」と語っている。

## 詳細情報

### 年度別打撃成績
| 年 度      | 球 団      | 試 合 | 打 席 | 打 数 | 得 点 | 安 打 | 二 塁 打 | 三 塁 打 | 本 塁 打 | 塁 打 | 打 点 | 盗 塁 | 盗 塁 死 | 犠 打 | 犠 飛 | 四 球 | 敬 遠 | 死 球 | 三 振 | 併 殺 打 | 打 率 | 出 塁 率 | 長 打 率 | O P S |
| ---------- | ---------- | ----- | ----- | ----- | ----- | ----- | -------- | -------- | -------- | ----- | ----- | ----- | -------- | ----- | ----- | ----- | ----- | ----- | ----- | -------- | ----- | -------- | -------- | ----- |
| 1980       | 西武       | 77    | 180   | 156   | 16    | 32    | 4        | 1        | 0        | 38    | 8     | 2     | 2        | 8     | 1     | 9     | 0     | 6     | 17    | 5        | .205  | .273     | .244     | .517  |
| 1981       | 西武       | 80    | 246   | 219   | 19    | 50    | 4        | 0        | 5        | 69    | 25    | 6     | 3        | 9     | 2     | 14    | 0     | 2     | 33    | 5        | .228  | .278     | .315     | .594  |
| 1982       | 西武       | 101   | 279   | 227   | 23    | 42    | 5        | 1        | 1        | 52    | 24    | 3     | 2        | 16    | 1     | 28    | 0     | 7     | 36    | 5        | .185  | .293     | .229     | .522  |
| 1983       | 西武       | 76    | 176   | 143   | 21    | 30    | 5        | 0        | 4        | 47    | 19    | 0     | 0        | 14    | 1     | 17    | 0     | 1     | 20    | 4        | .210  | .296     | .329     | .625  |
| 1984       | 西武       | 13    | 16    | 13    | 1     | 1     | 0        | 0        | 0        | 1     | 1     | 0     | 0        | 0     | 0     | 3     | 0     | 0     | 3     | 0        | .077  | .250     | .077     | .327  |
| 1985       | 中日       | 74    | 177   | 155   | 11    | 38    | 3        | 1        | 1        | 46    | 12    | 0     | 0        | 4     | 1     | 15    | 2     | 2     | 25    | 8        | .245  | .318     | .297     | .615  |
| 1986       | 中日       | 54    | 96    | 88    | 2     | 15    | 4        | 0        | 0        | 19    | 4     | 0     | 0        | 2     | 0     | 4     | 1     | 2     | 19    | 0        | .170  | .223     | .216     | .439  |
| 1987       | 中日       | 42    | 86    | 78    | 5     | 16    | 4        | 0        | 1        | 23    | 8     | 0     | 1        | 2     | 0     | 4     | 1     | 2     | 14    | 2        | .205  | .262     | .295     | .557  |
| 1988       | 中日       | 74    | 115   | 103   | 3     | 19    | 3        | 0        | 0        | 22    | 6     | 0     | 0        | 6     | 0     | 5     | 0     | 1     | 21    | 1        | .184  | .229     | .214     | .443  |
| 1989       | 中日       | 33    | 19    | 19    | 0     | 3     | 0        | 0        | 0        | 3     | 2     | 0     | 0        | 0     | 0     | 0     | 0     | 0     | 2     | 0        | .158  | .158     | .158     | .316  |
| 1990       | 中日       | 36    | 39    | 35    | 1     | 8     | 0        | 0        | 0        | 8     | 2     | 0     | 0        | 2     | 1     | 1     | 0     | 0     | 6     | 2        | .229  | .243     | .229     | .472  |
| 1991       | 中日       | 23    | 6     | 5     | 0     | 2     | 2        | 0        | 0        | 4     | 0     | 0     | 0        | 0     | 0     | 1     | 0     | 0     | 0     | 0        | .400  | .500     | .800     | 1.300 |
| 通算：12年 | 通算：12年 | 683   | 1435  | 1241  | 102   | 256   | 34       | 3        | 12       | 332   | 111   | 11    | 8        | 63    | 7     | 101   | 4     | 23    | 196   | 32       | .206  | .277     | .268     | .544  |

### 年度別守備成績
| 年 度 | 球 団 | 捕手  | 捕手     | 捕手     | 捕手     | 捕手     | 捕手  |
| 年 度 | 球 団 | 試 合 | 企 図 数 | 許 盗 塁 | 盗 塁 刺 | 阻 止 率 | 失 策 |
| ----- | ----- | ----- | -------- | -------- | -------- | -------- | ----- |
| 1980  | 西武  | 75    | 58       | 35       | 23       | .397     | 4     |
| 1981  | 西武  | 77    | 60       | 40       | 20       | .333     | 6     |
| 1982  | 西武  | 100   | 68       | 49       | 19       | .279     | 2     |
| 1983  | 西武  | 76    | 49       | 32       | 17       | .347     | 4     |
| 1984  | 西武  | 11    | 2        | 2        | 0        | .000     | 0     |
| 1985  | 中日  | 72    | 52       | 36       | 16       | .308     | 3     |
| 1986  | 中日  | 54    | 35       | 24       | 11       | .314     | 0     |
| 1987  | 中日  | 39    | 15       | 8        | 7        | .467     | 2     |
| 1988  | 中日  | 73    | 30       | 17       | 13       | .433     | 0     |
| 1989  | 中日  | 32    | 7        | 2        | 5        | .714     | 0     |
| 1990  | 中日  | 35    | 14       | 8        | 6        | .429     | 0     |
| 1991  | 中日  | 23    | 10       | 7        | 3        | .300     | 0     |
| 通算  | 通算  | 667   | 400      | 260      | 140      | .350     | 21    |

### 記録
初記録
- 初出場・初先発出場：1980年4月5日、対日本ハムファイターズ前期1回戦（後楽園球場）、8番・捕手で先発出場
- 初安打：1980年4月10日、対南海ホークス前期2回戦（西武ライオンズ球場）、山内新一から二塁打
- 初本塁打：1981年4月4日、対ロッテオリオンズ前期1回戦（川崎球場）、5回表に村田兆治からソロ

その他の記録
- オールスターゲーム出場：1回 （1981年）

### 背番号
- 41 （1980年 - 1981年）
- 9 （1982年 - 1984年）
- 8 （1985年 - 1991年）
- 87 （1992年）
- 96 （1993年 - 1994年）
- 76 （1995年 - 1997年、1999年 - 2001年）
- 84 （2002年 - 2010年）
- 79 （2012年 - 2018年）

### 登録名
- 大石友好 （1980年 - 1994年）
- 大石知宜 （1995年 - 2018年）